# Yağmapınar, Karapınar
Yağmapınar là một xã thuộc huyện Karapınar, tỉnh Konya, Thổ Nhĩ Kỳ. Dân số thời điểm năm 2011 là 168 người.